# Ectropis cineraria
Ectropis cineraria là một loài bướm đêm trong họ Geometridae.